# نيكولاس رايت (لاعب كريكت بريطاني)
نيكولاس رايت (9 يناير 1961 في المملكة المتحدة - ) (بالإنجليزية: Nicholas Wright)‏ هو لاعب كريكت بريطاني. لعب مع Hertfordshire County Cricket Club ‏.

## وصلات خارجية
- نيكولاس رايت على موقع إي آس بي آن كريك إنفو (الإنجليزية)